# ダンシング (カイリー・ミノーグの曲)
「ダンシング」 (Dancing) はオーストラリアのシンガーソングライターのカイリー・ミノーグの楽曲である。14枚目のスタジオ・アルバム『ゴールデン』からのリード・シングルとしてリリースされた。
ミュージック・ビデオの監督はソフィー・ミュラー、ビデオの中でカイリーはドリー・パートンにインスパイアされたスタイルを披露している。

## トラック・リスト
- CDシングル / デジタル・ダウンロード

1. "Dancing" – 2:58

- 7" レコード

1. "Dancing" – 2:58
2. "Rollin'" - 3:32

- デジタル・ダウンロード EP

1. "Dancing" – 2:59
2. "Dancing" (Anton Powers edit) – 3:04
3. "Dancing" (Illyus & Barrientos remix) – 5:41
4. "Dancing" (Initial Talk remix) – 3:44

- デジタル・ダウンロード - Intial Talk Remix

1. "Dancing" (Initial Talk remix) – 3:43

- デジタル・ダウンロード - Illyus & Barrientos Remix

1. "Dancing" (Illyus & Barrientos Remix) – 5:41

- デジタル・ダウンロード - Anton Powers Remix

1. "Dancing" (Anton Powers remix) – 5:06
2. "Dancing" (Anton Powers edit) – 3:04

- デジタル・ダウンロード - DIMMI Remix

1. "Dancing" (DIMMI Remix) - 3:02